# Partit Socialdemòcrata (Portugal)
El Partit Popular Democràtic / Partit Socialdemòcrata (PPD/PSD, Partido Popular Democràtico / Partido Social Democrata en portuguès) és un partit polític de Portugal. La seva ideologia és confusa, ja que el PSD nasqué com un partit socialdemòcrata, malgrat que des de 1979 començà a aplicar polítiques conservadores i liberals. En l'actualitat, i des dels anys 80, se'l pot definir com un partit de diferents tendències ideològiques al voltant del centre i la dreta, passant pel liberalisme, el conservadorisme o el nacionalisme.

## Fundació (1974-1975)
Va ser fundat el 6 de maig del 1974, amb el nom de Partit Popular Democràtic (PPD), per Francisco Sá Carneiro, Francisco Pinto Balsemão i Joaquim Magalhães Mota, basant-se en tres línies de pensament: una línia catòlica-social, com a reacció al corporativisme d'Estat; una línia social-liberal, lligada a la socialdemocràcia defensora de la democratització de l'Estat Nou; i una línia tecnocràtica-social, versada sobre el desenvolupament econòmic, posant èmfasi en els canvis socials i culturals com a mitjà per a promoure i allargar la democràcia. Va ser legalment regularitzat a Portugal el 25 de gener del 1975, i el 28 de setembre de 1975 Sá Carneiro es convertí en president d'un partit que volia que fos de centre-esquerra.

## Primeres eleccions i governs (1975-1983)
El PPD va quedar en segona posició a les eleccions constituents del 25 d'abril del 1975]], amb un 26,4% dels vots (81 escons d'un total de 250), per darrere del Partit Socialista (PS), que va obtenir un 37,9% dels vots i 116 escons. Foren les primeres eleccions lliures en 50 anys a Portugal, van tenir una participació del 91,7% i d'elles en va sorgir l'Assemblea Constituent, òrgan encarregat de redactar la nova constitució, que va ser aprovada el 2 d'abril del 1976.
El 25 d'abril del 1976 es van celebrar eleccions per a l'Assemblea de la República Portuguesa, que el PS va guanyar amb un 38,4% del vots (107 diputats de 263), seguit del PPD, amb un 24,3% (73 diputats); el Centre Democràtic Social (CDS), amb un 16,0% (42 diputats) i el Partit Comunista Portuguès, amb un 14,3% dels vots (40 diputats). Com a resultat d'aquestes eleccions, Mário Soares va esdevenir Primer Ministre.
El 3 d'octubre del 1976, es va canviar el nom del PPD a Partit Socialdemòcrata (PSD) i va transitar cap a la dreta, convertint-se en la principal força de centredreta del país. Sá Carneiro va desenvolupar a partir de 1978 una estratègia bipolaritzatzadora i es va presentar a les eleccions legislatives portugueses de 1979 en una coalició en la que era la força dominant, coneguda com a Aliança Democràtica, amb el Centre Democràtic Social (CDS) i el Partit Popular Monàrquic (PPM). La coalició va obtenir 121 diputats de 250, seguida del PS, amb 74 diputats. Així doncs, Francisco Sá Carneiro fou proclamat Primer Ministre, i va ser reelegit a les eleccions legislatives portugueses de 1980. Aquest govern, però, va ser interromput degut a la mort de Sá Carneiro i del Ministre de Defensa, Adelino Amaro da Costa, en un accident d'avió el 4 de desembre del 1980, quan anaven de Lisboa a Porto per participar en un acte de la coalició. L'accident és encara avui vist amb sospites d'haver estat realment un atemptat, cosa que mai no s'ha pogut demostrar. El PSD i el Govern van passar a ser liderats per Francisco Pinto Balsemão, un dels altres fundadors del partit, que fou Primer Ministre fins que el socialista Mário Soares va guanyar les eleccions legislatives portugueses de 1983.

## El govern del Bloc Central
El 9 de juny de 1983 va prendre possessió el govern de coalició encapçalat per Mário Soares de coalició entre el Partit Socialista (PS) i el Partit Socialdemòcrata. En el congrés celebrat el maig de 1985 es preveia la victòria de Carlos Mota Pinto, però va morir sobtadament dies abans de la celebració del congrés i Marcelo Rebelo de Sousa i altres militants socialdemòcrates oposats a l'estratègia moderada van posar en marxa una facció anomenada Ala Nova Esperança, que va facilitar el viratge dretà liberal del partit i l'elecció d'Aníbal Cavaco Silva com a president del PSD, que va sortir del govern el 5 de juny de 1985.

## Governs de Silva, Barroso i Lopes
El PSD, liderat ara per Aníbal Cavaco Silva, va tornar al Govern després de les eleccions legislatives portugueses de 1985, que va guanyar per majoria simple. Cavaco Silva es va comprometre a dur a terme reformes estructurals en l'administració i direcció econòmica del país amb lleis marcades per l'entrada de Portugal a la Comunitat Econòmica Europea. Tanmateix, les reformes per les quals apostava van trobar una ferma oposició a l'Assemblea de la República on el Partit Renovador Democràtic de l'expresident de la República António Ramalho Eanes, va presentar una moció de censura el 3 d'abril de 1987, aprovada amb els vots del Partit Socialista (PS), el Partit Comunista Portuguès (PCP) i el Moviment Democràtic Portuguès (MDP/CDE) i com a conseqüència, el govern va caure i el president de la República Mário Soares va dissoldre l'Assemblea i convocar eleccions per al 19 de juliol.
A les eleccions de 1987 el Partit Socialdemòcrata va guanyar la majoria absoluta amb un 50,2% dels vots i 148 escons absorbint massivament vot del Centre Democràtic Social / Partit Popular (Portugal), que va quedar reduït a la mínima expressió, i del PRD, que mai es recuperà. Fou la primera vegada que un partit guanyava per majoria absoluta, tancant una etapa d'inestabilitat política amb 16 governs en 13 anys. Cavaco Silva va renovar el seu mandat a les eleccions del 1991, en què va obtenir majoria absoluta, i va ser Primer Ministre fins al 1995. El seu govern de deu anys fou el més llarg de tota la història dels governs triats democràticament a Portugal.

## A l'oposició
El Partit Socialista, amb António Guterres al capdavant, va guanyar les eleccions legislatives de 1995 i les de 1999, i el PSD va passar a l'oposició. El candidat socialdemòcrata Joaquim Ferreira do Amaral perdé les Eleccions presidencials de Portugal de 2001 contra Jorge Sampaio, que guanyà en primera volta.

## Governs de Durão Barroso i Pedro Santana (2002-2005)
Amb les eleccions legislatives de 2002, José Manuel Durão Barroso, del PSD, va esdevenir Primer Ministre, càrrec que va deixar el 2004 per assumir la presidència de la Comissió Europea, essent substituït per Pedro Santana Lopes. Després de cinc mesos d'inestabilitat, el president Jorge Sampaio va decidir dissoldre el Parlament i convocar noves eleccions. No obstant això, el primer ministre va anunciar la dimissió del govern l'11 de desembre, en una acció sense cap efecte pràctic.

## Nou pas a l'oposició i Presidència de Cavaco Silva
Les eleccions legialatives de febrer del 2005 van ser guanyades per José Sócrates, del PS, que va renovar mandat a les del 2009. Luís Marques Mendes fou escollit com a president del partit el 8 de abril de 2005.
Aníbal Cavaco Silva va guanyar les eleccions presidencials de Portugal de 2006 i va esdevenir així el primer President de Portugal del PSD. En 2006 també s'aprova la reforma dels estatuts del partit introduint l'elecció del líder del partit per elecció directa dels afiliats renovà el seu lideratge recollint el 91% dels vots emesos, i el va succeir l'any 2007 Luis Filipe Menezes en guanyar les eleccions directes en congrés. i en 2008 ho fou Manuela Ferreira Leite, que fou presidenta fins al 2010, quan agafà el relleu Pedro Passos Coelho després de la renúncia de Ferreira per la derrota del partit a les eleccions legislatives portugueses de 2009. Cavaco Silva va ser reelegit a les eleccions presidencials de Portugal de 2011.

## Govern de Passos Coelho (2011-2015)
A les eleccions legislatives del 2011 va resultar vencedor el PSD de Pedro Passos Coelho, que va formar govern amb el CDS-Partit Popular (CDS-PP). En aquestes eleccions, el PSD va obtenir 108 diputats de 230; el PS, 74; i el CDS-PP, 24.
El seu govern va estar marcat per l'aplicació del paquet d'austeritat aprovat pel govern de José Sócrates, amb una reducció de la despesa primària i l'estímul de les exportacions. Durant el seu mandat es va arribar al nombre més alt d'emigrants portuguesos de la història, amb 134.624 persones registrades amb residència permanent a l'estranger el 2014.

## Nou pas a l'oposició i Presidència de Marcelo Rebelo de Sousa
El 2015 el Partit Socialista va aconseguir el suport del Bloc d'Esquerra (BE) com del Partit Comunista (PCP) en un acord inaudit en 42 anys de democràcia que va permetre a António Costa convertir-se en primer ministre del país malgrat haver quedat en segona posició. Marcelo Rebelo de Sousa va ser el candidat socialdemòcrata a les eleccions presidencials de Portugal de 2016, comicis que va guanyar a la primera volta, el 24 gener 2016 amb el 52% dels vots. Va prendre possessió del seu càrrec el 9 de març del mateix any, convertint-se en el setè president de la República des de la Revolució dels Clavells.
Rui Rio convertir-se en líder del partit el 13 de gener de 2018 quan es va enfrontar a l'exprimer ministre Pedro Santana Lopes, a qui va vèncer en el congrés, i va encapçalar la candidatura del partit a les eleccions legislatives portugueses de 2019, en les que el partit va quedar en segona posició perdent deu escons. El pacte d'esquerres no es va repetir però el socialista António Costa va poder governar amb acords puntuals amb els seus socis. El 27 d'octubre de 2021, l'Assemblea va rebutjar els pressupostos de l'Estat proposats pel govern socialista, amb el vot en contra tant del BE com del PCP i en conseqüència, el 4 de novembre de 2021 el President Marcelo de Sousa va anunciar eleccions anticipades en les què el Partit Socialista va aconseguir un inesperat govern majoritari a l'Assemblea, el segon en la història del partit, mentre els socialdemòcrates perdien dos escons i Rui Rio va presentar la dimissió com a líder del partit.
L'1 de juliol de 2022 Luís Montenegro fou escollit líder del partit. El tercer govern del socialista António Costa va resultar molt inestable amb diversos escàndols i/o polèmiques que l'afectaren i el 7 de novembre, Costa va presentar la seva dimissió en resposta a la investigació oberta pel Tribunal Suprem per aclarir si havia comès alguna irregularitat en el suport de diversos projectes empresarials, de les que finalment el Tribunal d'Apel·lació de Lisboa no va apreciar indicis.

## Govern de Montenegro
Arran de la dimissió d'António Costa es van convocar les eleccions legislatives portugueses de 2024 per al 10 de març de 2024, que van fer donar un govern de la coalició Aliança Democràtica entre el Partit Socialdemòcrata i el Centre Democràtic Social / Partit Popular encapçalat per Luís Montenegro.
Després de dues mocions de censura fallides contra el seu govern, Montenegro va perdre una moció de censura l'11 de març de 2025, el govern va caure i es van convocar eleccions anticipades per al 18 de maig de 2025, que va tornar a guanyar, però sense obtenir la majoria absoluta.

## Resultats electorals

### Assemblea de la República
| 1975 | Francisco Sá Carneiro     | 1,507,282                | 26.4 (#2)                | 81 / 250  | Nou | Assemblea Constituent |
| 1976 | Francisco Sá Carneiro     | 1,335,381                | 24.4 (#2)                | 73 / 263  | 8   | Oposició              |
| 1979 | Francisco Sá Carneiro     | Dins Aliança Democràtica | Dins Aliança Democràtica | 80 / 250  | 7   | Coalició              |
| 1980 | Francisco Sá Carneiro     | Dins Aliança Democràtica | Dins Aliança Democràtica | 82 / 250  | 2   | Coalició              |
| 1983 | Carlos Mota Pinto         | 1,554,804                | 27.2 (#2)                | 75 / 250  | 7   | Coalició              |
| 1985 | Aníbal Cavaco Silva       | 1,732,288                | 29.9 (#1)                | 88 / 250  | 13  | Minoria               |
| 1987 | Aníbal Cavaco Silva       | 2,850,784                | 50.2 (#1)                | 148 / 250 | 60  | Majoria               |
| 1991 | Aníbal Cavaco Silva       | 2,902,351                | 50.6 (#1)                | 135 / 230 | 13  | Majoria               |
| 1995 | Fernando Nogueira         | 2,014,589                | 34.1 (#2)                | 88 / 230  | 47  | Oposició              |
| 1999 | José Manuel Durão Barroso | 1,750,158                | 32.3 (#2)                | 81 / 230  | 7   | Oposició              |
| 2002 | José Manuel Durão Barroso | 2,200,765                | 40.2 (#1)                | 105 / 230 | 24  | Coalició              |
| 2005 | Pedro Santana Lopes       | 1,653,425                | 28.8 (#2)                | 71 / 230  | 34  | Oposició              |
| 2009 | Manuela Ferreira Leite    | 1,653,665                | 29.1 (#2)                | 81 / 230  | 10  | Oposició              |
| 2011 | Pedro Passos Coelho       | 2,159,181                | 38.7 (#1)                | 108 / 230 | 27  | Coalició              |
| 2015 | Pedro Passos Coelho       | Dins Portugal al Davant  | Dins Portugal al Davant  | 89 / 230  | 19  | Coalició              |
| 2015 | Pedro Passos Coelho       | Dins Portugal al Davant  | Dins Portugal al Davant  | 89 / 230  | 19  | Oposició              |
| 2019 | Rui Rio                   | 1,454,283                | 27.8 (#2)                | 79 / 230  | 10  | Oposició              |
| 2022 | Rui Rio                   | 1,618,381                | 29.1 (#2)                | 77 / 230  | 2   | Oposició              |
| 2024 | Luís Montenegro           | Dins Aliança Democràtica | Dins Aliança Democràtica | 78 / 230  | 1   | Coalició              |
| 2025 | Luís Montenegro           | Dins Aliança Democràtica | Dins Aliança Democràtica | 89 / 230  | 9   |                       |

### Parlament Europeu
| 1987 | Pedro Santana Lopes   | 2,111,828               | 37.5 (#1)               | 10 / 24 | N/D |
| 1989 | António Capucho       | 1,358,958               | 32.8 (#1)               | 9 / 24  | 1   |
| 1994 | Eurico de Melo        | 1,046,918               | 34.4 (#2)               | 9 / 25  | =   |
| 1999 | José Pacheco Pereira  | 1,078,528               | 31.1 (#2)               | 9 / 25  | =   |
| 2004 | João de Deus Pinheiro | Dins Força Portugal     | Dins Força Portugal     | 7 / 24  | 2   |
| 2009 | Paulo Rangel          | 1,131,744               | 31.7 (#1)               | 8 / 22  | 1   |
| 2014 | Paulo Rangel          | Dins l'Aliança Portugal | Dins l'Aliança Portugal | 6 / 21  | 2   |
| 2019 | Paulo Rangel          | 727,224                 | 21.9 (#2)               | 6 / 21  | =   |
| 2024 | Paulo Rangel          | 727.224                 | 21,94 (#2)              | 6 / 21  | =   |

### Eleccions regionals
| Regió   | Any  | Líder                | Vots                | %                   | Escons  | +/- | Govern   |
| ------- | ---- | -------------------- | ------------------- | ------------------- | ------- | --- | -------- |
| Açores  | 2024 | José Manuel Bolieiro | Dins d'AD           | Dins d'AD           | 23 / 57 | 2   | TBD      |
| Madeira | 2023 | Miguel Albuquerque   | Coalició amb CDS/PP | Coalició amb CDS/PP | 20 / 47 | 1   | Coalició |

## Presidents del partit
- Francisco Sá Carneiro (1974-1978)
- António Sousa Franco (1978)
- José Menéres Pimentel (1978-1979)
- Francisco Sá Carneiro (1979-1980)
- Francisco Pinto Balsemão (1981-1983)
- Nuno Rodrigues dos Santos (1983-1984)
- Carlos Mota Pinto (1984-1985)
- Aníbal Cavaco Silva (1985-1995)
- Fernando Nogueira (1995-1996)
- Marcelo Rebelo de Sousa (1996-1999)
- José Manuel Durão Barroso (1999-2004)
- Pedro Santana Lopes (2004-2005)
- Luís Marques Mendes (2005-2007)
- Luís Filipe Menezes (2007-2008)
- Manuela Ferreira Leite (2008-2010)
- Pedro Passos Coelho (2010-2018)
- Rui Rio (2018-2022)
- Luís Montenegro (2022-)

## Primers Ministres
- Francisco Sá Carneiro (1979-1980)
- Francisco Pinto Balsemão (1981-1983)
- Aníbal Cavaco Silva (1985-1995)
- José Manuel Durão Barroso (2002-2004)
- Pedro Santana Lopes (2004-2005)
- Pedro Passos Coelho (2011-2015)

## Presidents de la República
- Aníbal Cavaco Silva (2006-)